# ETS2
Protein C-ets-2 là một loại protein mà ở người được mã hóa bởi gen ETS2. Protein được mã hóa bởi gen này thuộc họ các yếu tố phiên mã.

## Tương tác
ETS2 đã được hiển thị để tương tác với: 
- C-jun,[4]
- Cyclin-dependent kinase 10,[5]
- ERG,[4]
- myb,[6] and
- ZMYND11.[7]